# Pływanie na Letnich Igrzyskach Olimpijskich 1972 – 4 × 100 m stylem zmiennym mężczyzn
Sztafeta 4 × 100 m stylem zmiennym mężczyzn – jedna z konkurencji pływackich rozgrywanych podczas XX Igrzysk Olimpijskich w Monachium. Eliminacje i finał odbyły się 4 września 1972 roku.
Mistrzami olimpijskimi zostali Amerykanie. Sztafeta w składzie: Michael Stamm (57,97), Tom Bruce (1:04,22), Mark Spitz (54,28) i Jerry Heidenreich (51,67) czasem 3:48,16 ustanowiła nowy rekord świata. Srebrny medal wywalczyli reprezentanci NRD (3:52,12), a na najniższym stopniu podium stanęli Kanadyjczycy, uzyskawszy wynik 3:52,26. Na pierwszej zmianie sztafety, Roland Matthes z NRD pobił rekord świata na dystansie 100 m stylem grzbietowym (56,30).
Dzięki zwycięstwu w sztafecie Amerykanin Mark Spitz zdobył swój siódmy złoty medal na tych igrzyskach. Osiągnięcie to poprawił w 2008 roku rodak Spitza, Michael Phelps, który na igrzyskach w Pekinie ośmiokrotnie stawał na najwyższym stopniu podium.

## Rekordy
Przed zawodami rekord świata i rekord olimpijski wyglądały następująco:
| Rekord            | Reprezentacja | Czas   | Miejsce | Data                 |       |
| ----------------- | --- | ------ | ------- | -------------------- | ----- |
| Rekord świata     | Stany Zjednoczone · Charles Campbell · Peter Dahlberg · Mark Spitz · Jerry Heidenreich                               | 3:50,4 | Lipsk   | 3 września 1971      | [ 2 ] |
| Rekord olimpijski | Stany Zjednoczone · Charles Hickcox (1:00,4) · Don McKenzie (1:07,4) · Douglas Russell (55,0) · Kenneth Walsh (52,1) | 3:54,9 | Meksyk  | 26 października 1968 | [ 3 ] |

W trakcie zawodów ustanowiono następujące rekordy:
| Data       | Etap konkurencji | Reprezentacja | Czas    | Rekord |
| ---------- | ---------------- | --- | ------- | ------ |
| 4 września | eliminacje       | Stany Zjednoczone · Mitch Ivey (58,72) · John Hencken (1:05,10) · Gary Hall Sr. (55,39) · Dave Fairbank (52,75)  | 3:51,98 | OR     |
| 4 września | finał            | Stany Zjednoczone · Michael Stamm (57,97) · Tom Bruce (1:04,22) · Mark Spitz (54,28) · Jerry Heidenreich (51,67) | 3:48,16 | WR     |

## Wyniki

### Eliminacje
| Miejsce | Wyścig | Reprezentacja     | Zawodnicy                                                                                               | Czas      | Uwagi |
| ------- | ------ | ----------------- | --- | --------- | ----- |
| 1.      | 3      | Stany Zjednoczone | Mitch Ivey (58,72) John Hencken (1:05,10) Gary Hall Sr. (55,39) Dave Fairbank (52,75)                   | 3:51,98   | Q,    |
| 2.      | 2      | NRD               | Roland Matthes (58,08) Klaus Katzur (1:06,44) Hartmut Flöckner (56,69) Lutz Unger (54,00)               | 3:55,23   | Q     |
| 3.      | 1      | ZSRR              | Igor Griwiennikow (1:00,82) Wiktor Stulikow (1:05,92) Wiktor Szarygin (57,03) Wiktor Aboimow (52,79)    | 3:56,57   | Q     |
| 4.      | 1      | Kanada            | Bill Kennedy (1:01,32) Bill Mahony (1:06,46) Bruce Robertson (56,41) Robert Kasting (52,84)             | 3:57,05   | Q     |
| 5.      | 2      | Brazylia          | Rômulo Arantes (1:02,21) José Fiolo (1:05,81) Sérgio Waismann (57,33) José Aranha (53,20)               | 3:58,56   | Q     |
| 6.      | 3      | Wielka Brytania   | Colin Cunningham (1:01,16) David Wilkie (1:06,15) John Mills (57,88) Malcolm Windeatt (53,77)           | 3:58,97   | Q     |
| 7.      | 2      | Japonia           | Tadashi Honda (1:00,23) Nobutaka Taguchi (1:04,90) Yasuhiro Komazaki (58,14) Jiro Sasaki (56,27)        | 3:59,55   | Q     |
| 8.      | 1      | Węgry             | László Cseh (1:00,27) Sándor Szabó (1:07,20) András Hargitay (58,78) István Szentirmay (53,60)          | 3:59,86   | Q     |
| 9.      | 3      | Australia         | Brad Cooper (1:00,77) Paul Jarvie (1:08,97) Neil Rogers (58,19) Michael Wenden (52,22)                  | 4:00,16   |       |
| 10.     | 1      | Francja           | Jean-Paul Berjeau (1:01,27) Roger-Philippe Menu (1:08,11) Alain Mosconi (58,27) Michel Rousseau (52,84) | 4:00,50   |       |
| 11.     | 2      | RFN               | Andreas Weber (1:02,14) Walter Kusch (1:07,98) Lutz Stoklasa (58,35) Klaus Steinbach (52,08)            | 4:00,56   |       |
| 12.     | 2      | Hiszpania         | Enrique Melo (1:02,33) Pedro Balcells (1:09,30) Arturo Lang-Lenton (58,52) Jorge Comas (53,56)          | 4:03,73   |       |
| 13.     | 1      | Meksyk            | Joaquín Santibáñez (1:02,48) Felipe Muñoz (1:08,05) Hugo Valencia (59,25) Guillermo García (55,83)      | 4:05,61   |       |
| 14.     | 3      | Szwecja           | Anders Sandberg (1:00,96) Gunnar Larsson (1:09,23) Hans Ljungberg (1:00,53) Anders Bellbring (55,94)    | 4:06,67   |       |
| 15.     | 3      | Polska            | Piotr Dłucik (1:01,95) Cezary Śmiglak (1:10,88) Andrzej Chudziński (59,63) Zbigniew Pacelt (55,39)      | 4:07,87   |       |
| 16.     | 2      | Filipiny          | Gerardo Rosario (1:06,24) Amman Jalmaani (1:08,19) Carlos Singson (1:03,85) Luis Ayesa (55,33)          | 4:13,62   |       |
| 17.     | 3      | Kambodża          | Sarun Van (1:07,51) Sokhon Yi (1:08,54) Chhay-Kheng Nhem (1:06,57) Samnang Prak (58,08)                 | 4:20,71   |       |
| 18. !   | 1      | Salwador          | Sergio Hasbún Salvador Vilanova Piero Ferracuti Antonio Ferracuti                                       | 9:99,99 ! | DNS   |

### Finał
| Miejsce | Reprezentacja     | Zawodnicy                                                                                        | Czas    | Uwagi |
| ------- | ----------------- | ------------------------------------------------------------------------------------------------ | ------- | ----- |
| 1. !    | Stany Zjednoczone | Michael Stamm (57,97) Tom Bruce (1:04,22) Mark Spitz (54,28) Jerry Heidenreich (51,67)           | 3:48,16 | WR    |
| 2. !    | NRD               | Roland Matthes (56,30) Klaus Katzur (1:06,02) Hartmut Flöckner (56,36) Lutz Unger (53,43)        | 3:52,12 |       |
| 3. !    | Kanada            | Erik Fish (59,61) Bill Mahony (1:05,89) Bruce Robertson (54,48) Robert Kasting (52,28)           | 3:52,26 |       |
| 4.      | ZSRR              | Igor Griwiennikow (59,22) Nikołaj Pankin (1:05,20) Wiktor Szarygin (57,44) Władimir Bure (51,38) | 3:53,26 |       |
| 5.      | Brazylia          | Rômulo Arantes (1:01,87) José Fiolo (1:05,92) Sérgio Waismann (57,99) José Aranha (52,09)        | 3:57,89 |       |
| 6.      | Japonia           | Tadashi Honda (59,83) Nobutaka Taguchi (1:04,33) Yasuhiro Komazaki (58,10) Jiro Sasaki (55,96)   | 3:58,23 |       |
| 7.      | Wielka Brytania   | Colin Cunningham (1:01,02) David Wilkie (1:06,27) John Mills (57,53) Malcolm Windeatt (53,98)    | 3:58,82 |       |
| 8.      | Węgry             | László Cseh (1:00,54) Sándor Szabó (1:06,99) István Szentirmay (58,02) Attila Császári (53,50)   | 3:59,07 |       |